# Selo Dom Pedro II (percê)
A série de selos postais Dom Pedro II - Percê foi lançada no dia 1 de julho de 1876. Trata-se de selos muito semelhantes aos da série anterior Dom Pedro II - Denteado, mas impressos em "percê" (denteação em linha).
Foi a sexta série de selos emitidos no Brasil, nos valores de 10 (vermelho), 20 (castanho lilás), 50 (azul), 80 (violeta), 100 (verde), 200 (preto) e 500 réis (laranja).